# فرانسيسكو تامبوريني
فرانسيسكو تامبوريني (بالإيطالية: Francesco Tamburini؛ 1846-1891) معماري إيطالي، اشتهر بتصميم عدة معالم معماريّة في الأرجنتين.

## السيرة الذاتية
درس تامبوريني العمارة في إيطاليا، ثم انتقل إلى الأرجنتين في عام 1881، حيث تم تعيينه كمفتّش عام للعمارة الوطنيّة منذ 1883 حتى وفاته عام 1891. قام بالعمل على تصميم عدة مباني حكوميّة ومعالم معماريّة هامة بالأرجنتين، كان من أهمها التصميمات الأوليّة لتياترو كولون، بالإضافة إلى مبنى قصر الكونغرس الأرجنتيني، قصر العدل الأرجنتيني، كاسا روسادا والمقر الرئيسي لبنك مقاطعة قرطبة. كما صمم عدة منازل خاصة، كان منها منزله.

## وصلات خارجية
- مجلة تاريخ عمارة أوروبا المتوسطية (بالإيطالية)